# مورجانتينا

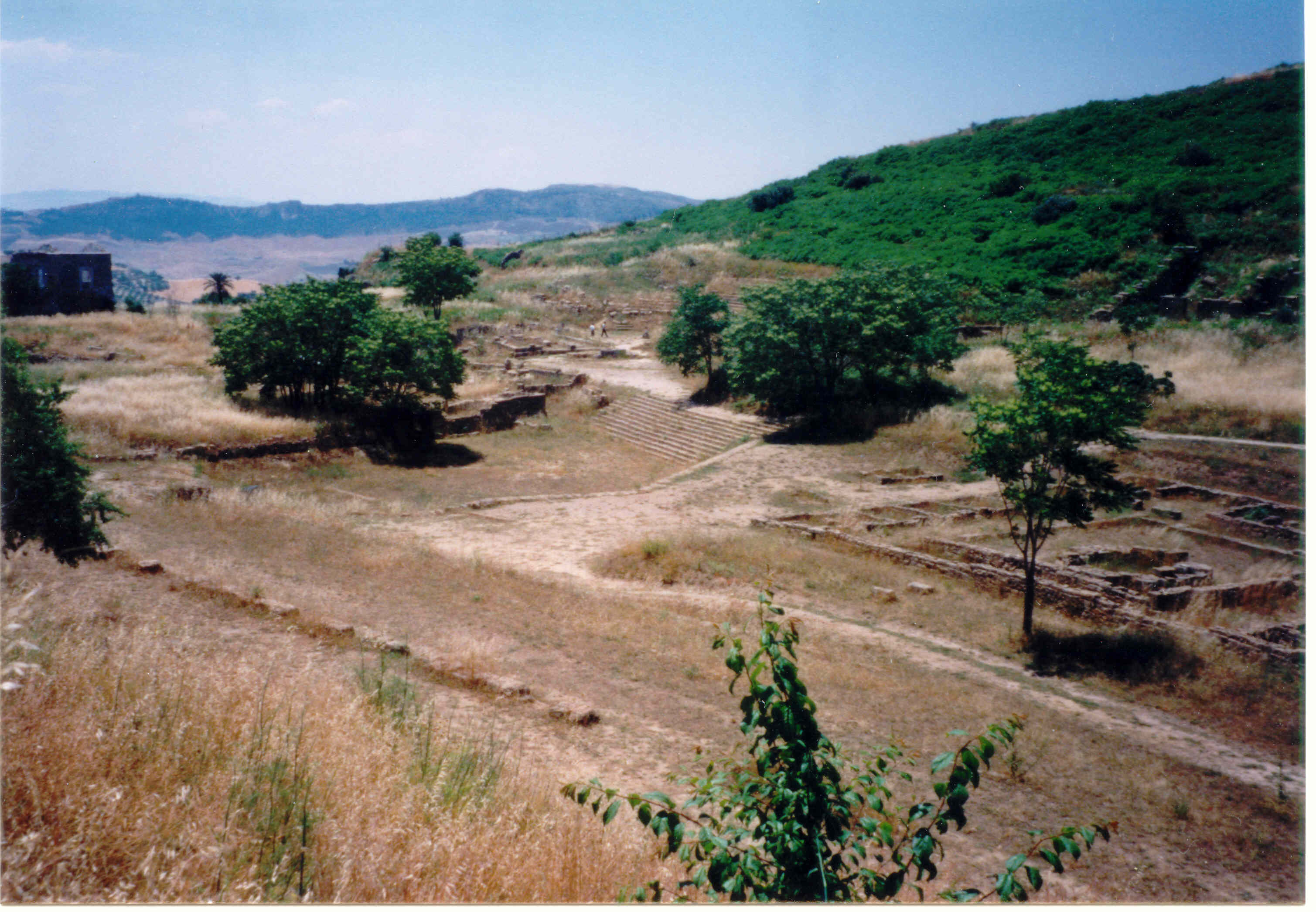
مشهد لمورغانتينا.

مورجانتينا موقع أثري في شرق وسط صقلية في جنوب إيطاليا. تقع على بعد 60 كم (40 ميل) من ساحل البحر الأيوني، في مقاطعة انا. أقرب بلدة حديثة هي أيدوني على بعد كيلومترين إلى الجنوب الغربي من الموقع.